# C11H17NO2S
化学式C11H17NO2S（摩尔质量：227.32 g/mol）可以指：
- 2C-T（4-甲硫基-2,5-二甲氧基苯乙胺），CAS号：61638-09-3
- 3-TM（3-甲硫基-4,5-二甲氧基苯乙胺），CAS号：？
- 4-TM（4-甲硫基-3,5-二甲氧基苯乙胺），CAS号：？
- 2-TIM（2-甲硫基-3,4-二甲氧基苯乙胺），CAS号：？
- 3-TIM（3-甲硫基-2,4-二甲氧基苯乙胺），CAS号：？
- 4-TIM（4-甲硫基-2,3-二甲氧基苯乙胺），CAS号：？

|  | 这个同类索引页列出了具有相同分子式的化学物（即同分異構體）条目。 除非您是有意链接至本页，否则应将相应条目的内部链接指向正确的条目。 |